# 合达安太子
合达安（Qadan），又称合丹，俺巴孩汗的儿子，泰赤乌部的首领。
《蒙古秘史》称合达安没有儿子。《史集》称秃答是合达安的儿子，后来又说秃答和忽里勒是他弟弟。俺巴孩被塔塔儿人抓去金国被杀前，让人传话要合达安为他报仇，而且提名合达安和忽图剌作为自己的继承人。结果，忽图剌继承汗位，合达安参与对塔塔儿人的作战。合达安后来喝了克烈部古儿汗送来的酒，转年死了。这时忽图剌也已经死去，蒙古部没有选出新的首领，成吉思汗的父亲也速该当时只称把阿秃儿。王国维认为他和阿答勒汗是同一人，也就是塔里忽台的父亲，《史集》记载阿答勒汗是泰赤乌部其他支系，并非俺巴孩的后裔。